# 並木敏成
並木 敏成（なみき としなり、1966年10月17日 - ）は、神奈川県藤沢市出身のバスプロ。ルアーブランド、O.S.P.代表。

## 来歴
- 小学3年生の時に、漫画『釣りキチ三平』を読んで釣りに興味を持ち、父に頼んで霞ヶ浦にフナ釣りに行った事がきっかけで、釣りにのめり込んでいく。
- 小学6年生の時に、父の仕事の関係で東京都練馬区へ転居。転校先の学校で、課外授業で工作クラブに入った時、友人が木を削ってルアーを作ってきたのを見て、ルアーフィッシングに出会った。その後、友人を通じて近くの池に通うが、1匹も釣れなかった。
- 中学生になると、今度は八王子市に転居し、そこから自転車で1時間位の津久井湖に通い始める。
- 1983年7月、高校2年生の時に初めてブラックバスをルアーで釣る。
- 1985年3月、東京都立南多摩高校卒業。
- 1986年4月、東京水産大学（現・東京海洋大学）水産学部資源増殖学科入学。ローカルトーナメントに参加するようになる。
- 1989年、大学在学中、山梨県の精進湖にて、卒業論文作成のため、「ブラックバスの釣獲調査」を一シーズン行う。
- 1990年
  - 3月、東京水産大学卒業。
  - 4月、ダイワ精工（現・グローブライド）に入社。商品企画部リール企画課に配属される。また、同年JBのプロテストに合格。
- 1991年、JBに本格的に参戦する。
- 1992年、ダイワ精工を退社。タクシー運転手をしながらトーナメントに参加する。
- 1995年7月、アメリカに渡り、B.A.S.Sへ参戦する。
- 1997年、日本人初のバスマスタークラシック出場。
- 2000年、B.A.S.Sシーズン終了と共に帰国。トーナメント参戦を一旦休止する。O.S.P.（有限会社オー・エス・ピー）を設立。「10 Years Standard（10年後も愛され続ける）」をコンセプトに、釣具開発・製造をしている。[1]
- 2003年、再びアメリカのトーナメントに参戦すべく渡米。FLWツアートーナメントに参戦する。FLWチャンピオンシップ出場。
- 2005年、FLWツアートーナメント年間ランキング2位を獲得し、FLWチャンピオンシップに再び出場。また、Cabela'sトップガンチャンピオンシップに出場し、2位を獲得する。
- 2006年、FLWツアー参戦を終了し帰国。

## スポンサー
- O.S.P.
- ダイワ（グローブライド）
- サンライン
- ハヤブサ
- ガーミン
- 本多電子
- キサカ
- 富士工業
- モーターガイド（バレーヒル）
- レンジャーボート（ハートマン）
- PROTREK（カシオ）
- ランカーキラー

## 出演作品

### VHS
- T.NAMIKI SPECIALIST Vol.1〜10（K-GOODプランニング）
- Basser Allstar Classic1999（K-GOODプランニング）
- マシンガンキャスト マシンガンバイト〜モーニング&イブニング編〜（ポニーキャニオン、1999年）
- マシンガンキャスト マシンガンバイト〜デイタイム編〜（ポニーキャニオン、1999年）
- ブラインドブレイカー（ポニーキャニオン、2000年3月17日）
- リバースレボリューション（ポニーキャニオン、2000年）
- グレートプラクティスストーリー
- NAMIKI STYLE THE WAY HE DOES（アルバン）
- T.NAMIKI BASSIN'ROAD

### DVD
- History of T.NAMIKI Vol.1〜4
「T.NAMIKI SPECIALIST Vol.1〜10」および「Basser Allstar Classic1999」のDVD版。
- THE ULTIMATE 1〜7(内外出版社)
- CROSS OVER SEASON 1〜4(つり人社)
- Chase!（つり人社）
- ルアーマガジン・ザ・ムービーvol.6、14（内外出版社）
- T.NAMIKI BASSIN'ROAD 2 Part1〜2

### 書籍
- ハードベイド完全マニュアル（えい出版社、2010年）
- カバー撃ち完全バイブル（えい出版社、2011年）

## 著書
- バスがいたから僕がいる-ある普通の青年が、バスフィッシング世界一をめざしてアメリカを転戦中の話（筑摩書房、1997年）
- バス釣りマシンガン・スタイル（地球丸、2002年）
- 並木式バスフィッシング（えい出版社、2009年）
- THE MISSION（つり人社、2010年）
- 並木敏成のThis is バスルアー18ジャンルの使いこなしマニュアル（つり人社、2018年)

## テレビ出演
- THE フィッシング（テレビ大阪）
- いのちの響（TBSテレビ）
- 情熱大陸（毎日放送）
- Osprey's EYE（釣りビジョン）

## 雑誌・連載
- 職業黒鱒釣師 並木敏成 出前釣技指導（Basser、つり人社） 1994年8月8日 - 1995年7月30日
- THE MISSION Toshi's Japan Trail（Basser、つり人社）
- 並木敏成Chase!（Basser、つり人社）
- O.S.P通信（ルアーマガジン、内外出版社）
- Spiritual message（爆釣ch、MEDIASEEK） 2004年9月9日 - 2012年9月10日